# A Pobra de Trives
A Pobra de Trives – gmina w Hiszpanii, w prowincji Ourense, w Galicji, o powierzchni 84,71 km². W 2011 roku gmina liczyła 2388 mieszkańców.